# Peronosporales
Le peronosporali sono un ordine degli oomiceti composto da tre famiglie:
- Peronosporaceae
- Pythiaceae
- Albuginaceae

In questo ordine sono presenti gli agenti di alcune importanti patologie vegetali, tra cui le peronospore, le ruggini bianche, i marciumi basali delle piantine in semenzaio, il mal dell'inchiostro.
È un ordine di oomiceti essenzialmente terrestri, ma che, in caso di disponibilità di acqua, sono in grado di produrre zoospore flagellate.
Le ife di questi organismi si infiltrano nei tessuti dell'ospite e allungano nelle cellule vegetali sottili appendici (austori) per nutrirsene.